# Heaven Up Here
Albums de Echo and the Bunnymen
Crocodiles
(1980) Porcupine
(1983)
Singles
1. A Promise
Sortie : 10 juillet 1981
2. Over the Wall (Australie seulement)
Sortie : 1981

Heaven Up Here est le deuxième album du groupe britannique Echo and the Bunnymen sorti le 30 mai 1981. Il est co-produit par Hugh Jones et le groupe.
Deux titres sont extraits en single : A Promise et Over the Wall (ce dernier est commercialisé seulement en Australie).
L'album a été remastérisé en 2003 et augmenté de cinq titres.

## Distinctions
Heaven Up Here est sacré meilleur album aux NME Awards en 1981, il reçoit également le prix Best Dressed Sleeve grâce à sa pochette. 
Il fait partie de la liste  des 500 plus grands albums de tous les temps selon le magazine Rolling Stone.

## Liste des titres

### Version originale
Toutes les chansons sont écrites et composées par Will Sergeant, Ian McCulloch, Les Pattinson et Pete de Freitas.
| 1. | Show of Strength  | 4:50 |
| 2. | With a Hip        | 3:16 |
| 3. | Over the Wall     | 5:59 |
| 4. | It Was a Pleasure | 3:12 |
| 5. | A Promise         | 4:08 |

| 6.  | Heaven Up Here                                                | 3:45 |
| 7.  | The Disease                                                   | 2:28 |
| 8.  | All My Colours (chanson également connue sous le titre Zimbo) | 4:06 |
| 9.  | No Dark Things                                                | 4:27 |
| 10. | Turquoise Days                                                | 3:51 |
| 11. | All I Want                                                    | 4:09 |

### Version remastérisée (2003)
Liste des pistes 1 à 11 identique à l'édition originale.
| 12. | Broke My Neck (Face B du single A Promise en version longue) | 7:22 |
| 13. | Show of Strength (live)                                      | 4:41 |
| 14. | The Disease (live)                                           | 1:53 |
| 15. | All I Want (live)                                            | 3:09 |
| 16. | Zimbo (live)                                                 | 3:52 |

Note
Les quatre titres live ont été enregistrés en concert au Manley Vale Hotel à Sydney en Australie le 11 novembre 1981

## Musiciens
- Ian McCulloch – chant, guitare rythmique
- Will Sergeant – guitare
- Les Pattinson – basse
- Pete de Freitas – batterie

Musicien additionnel
- Leslie Penny - bois

## Classements hebdomadaires
| Classement (1981)             | Meilleure place |
| ----------------------------- | --------------- |
| États-Unis (Billboard 200)    | 184             |
| Nouvelle-Zélande (RIANZ)      | 17              |
| Royaume-Uni (UK Albums Chart) | 10              |